# Ludwik Malinowski
Ludwik Malinowski ps. „Lew” (ur. 18 sierpnia 1889 we wsi Ksawerów, zm. 18 czerwca 1962 w Niemodlinie) – polski legionista, komendant cywilnej obrony Przebraża, partyzant AK, oficer Wojska Polskiego.

## Życiorys
Urodził się 18 sierpnia 1889 roku we wsi Ksawerów pod Łodzią. Podczas I wojny światowej dołączył ochotniczo do 1 pułku Ułanów Krechowieckich, podczas walk został ranny. W 1919 roku zamieszkał w Przebrażu na Wołyniu, gdzie pracował we własnym gospodarstwie rolnym. Był członkiem Koła Rezerwistów. W 1942 roku jego dwóch synów zostało wywiezionych przez Niemców do pracy przymusowej do Niemiec.
Na początku 1943 roku we wsi powstała samoobrona, ale nie była ona dobrze zorganizowana i dowodzona. Dopiero 8 kwietnia 1943 roku po okrutnym mordzie Ukraińskiej Powstańczej Armii na Polakach w sąsiedniej wsi Dobra zorganizowano dowództwo samoobrony. Komendantem cywilnym został wtedy jednogłośnie wybrany Ludwik Malinowski. Następnie wybrano go również przewodniczącym Rady Starszej, która stanowiła samorząd Przebraża. Dzięki biegłej znajomości języka niemieckiego oraz funkcji, jakie sprawował, odgrywał on istotną rolę w kontaktach półlegalnej samoobrony z Niemcami. Jego rolą było przekupywanie niemieckich urzędników, pozyskiwanie broni i żywności dla samoobrony oraz ukrywanie przed Niemcami realnej siły samoobrony z Przebraża.
Przebraże szybko stało się miejscem schronienia dla wielu Polaków (w szczytowym momencie nawet blisko 10 tys.) uciekających z innych miejscowości przed mordami UPA. Ludwik Malinowski zajmował się m.in. organizacją i rozdzielaniem żywności, noclegów, lekarstw, rozsądzaniem sporów.
12 sierpnia 1943 roku został aresztowany przez policjantów ukraińskich. Prowadzony na rozstrzelanie do lasu w Chołopinach, uratował się dzięki dobrej znajomości niemieckiego i pobłażliwości Niemca dowodzącego patrolem. Umieszczony w więzieniu został odbity przez oddział samoobrony z Przebraża. 30 sierpnia wziął osobiście udział w walkach obronnych samoobrony w Przebrażu. Atak UPA został odparty, dzięki czemu ocalała schroniona tam polska ludność cywilna.
W 1944 walczył w stopniu sierżanta w szeregach 27 Wołyńskiej Dywizji Piechoty Armii Krajowej. Po rozbrojeniu jednostki przez Sowietów walczył w szeregach brygady „Grunwald” a następnie (w stopniu porucznika) w 1 Armii Wojska Polskiego. Jako żołnierz zwiadu konnego brał udział w walkach o Wał Pomorski, bitwie o Kołobrzeg i w operacji berlińskiej.
Po wojnie wraz z innymi rodzinami z Kresów Wschodnich osiadł w Niemodlinie.
W latach 50. XX wieku był aresztowany przez Urząd Bezpieczeństwa za przynależność do Armii Krajowej, a także za fałszywe oskarżenie o współpracę i działanie na rzecz Niemiec.
Zmarł 18 czerwca 1962 roku w Niemodlinie. Jego grób znajduje się na miejscowym cmentarzu.  

## Upamiętnienie
14 października 2007 roku na placu Obrońców Przebraża w Niemodlinie odsłonięto pomnik poświęcony Ludwikowi Malinowskiemu.

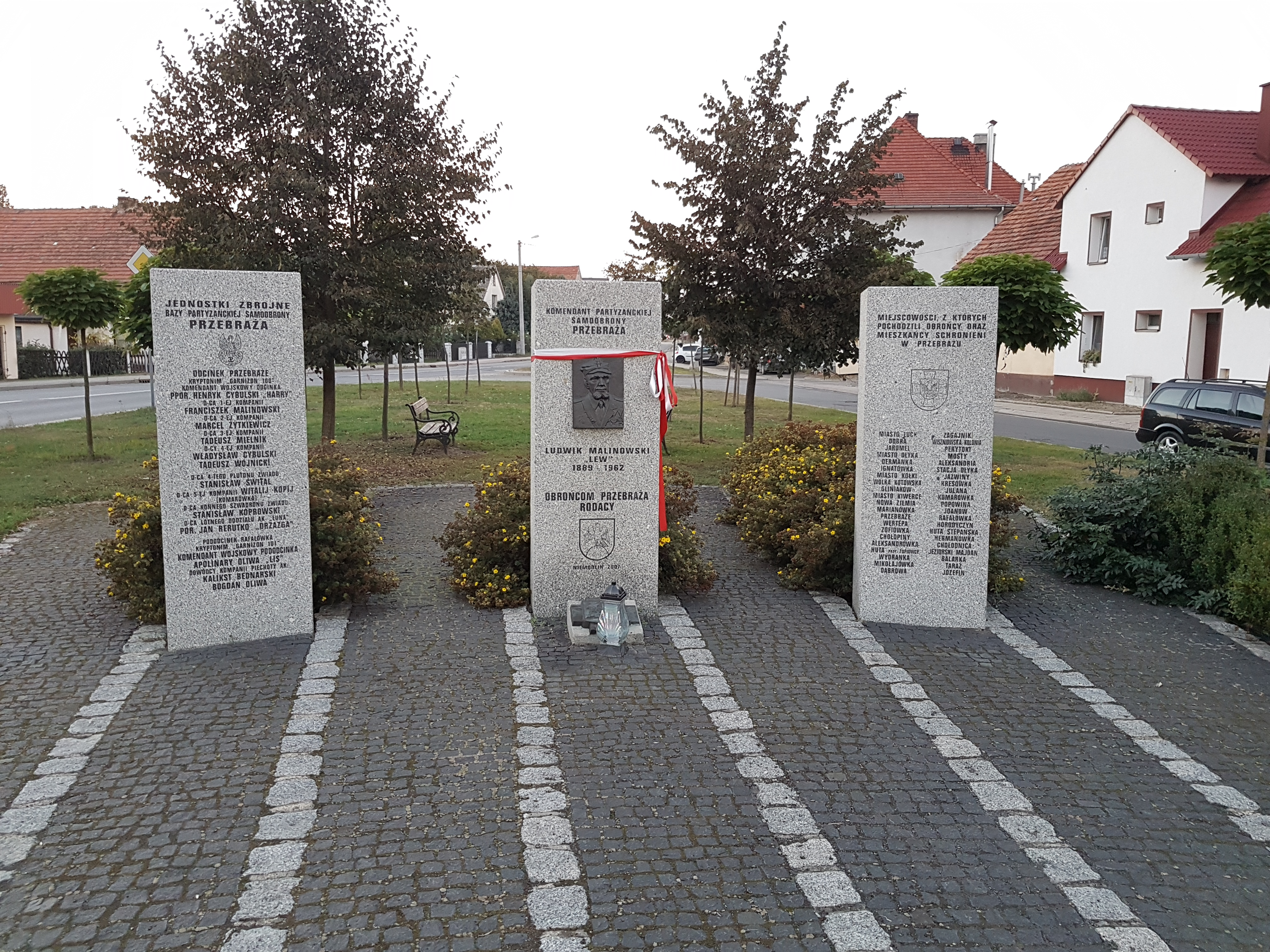
Pomnik na placu Obrońców Przebraża w Niemodlinie

## Odznaczenia
- Złoty Krzyż Zasługi
- Krzyż Walecznych[6]
- Krzyż Partyzancki
- Brązowy Krzyż Zasługi z Mieczami[a] - 1943 (za obronę Przebraża[6])
- Srebrny Medal „Zasłużonym na Polu Chwały”
- Medal 10-lecia Polski Ludowej
- Medal za Warszawę 1939–1945
- Medal za Odrę, Nysę, Bałtyk
- Medal Zwycięstwa i Wolności 1945
- Medal „Za zwycięstwo nad Niemcami w Wielkiej Wojnie Ojczyźnianej 1941–1945”
- Medal „Za zdobycie Berlina”
- Medal „Za wyzwolenie Warszawy”